# نشریه‌های علمی-پژوهشی ایران
نشریه‌های علمی-پژوهشی ایران نشریه‌هایی هستند که از سوی (۱) کمیسیون نشریات وزارت علوم، تحقیقات و فناوری (معاونت پژوهشی) یا (۲) کمیسیون نشریات وزارت بهداشت درمان و آموزش پزشکی یا (۳) گروه نشریات علمی دانشگاه آزاد اسلامی یا (۴) گروه نشریات علمی دانشگاه پیام نور صاحب مجوز و درجه «علمی-پژوهشی» می‌شوند.
فهرست نشریه‌های علمی-پژوهشی یک ابزار بسیار مهم برای پژوهشگران و دانشمندان است. این لیست، مجموعه‌ای از نشریه‌های علمی است که مقاله‌های پژوهشی را در زمینه‌های مختلف علمی منتشر می‌کنند. اعتبار فهرست مجله‌های علمی-پژوهشی بسیار مهم است، زیرا انتخاب یک مجله مناسب برای ارسال مقاله به مجله، تأثیر زیادی بر روی شناخت پژوهشگران و ارزیابی کیفیت پژوهش دارد.
اعتبار فهرست مجلات علمی-پژوهشی به چندین عامل بستگی دارد. اولین عامل، شناخته شدن مجله در جامعه علمی است. مجلاتی که در جامعه علمی شناخته شده و مورد توجه قرار گرفته‌اند، اعتبار بیشتری دارند. همچنین، کیفیت مقاله‌های منتشرشده در مجله نیز بر اعتبار آن تأثیر می‌گذارد. مجلاتی که مقاله‌های دارای کیفیت و مطالعات پژوهشی معتبری را منتشر می‌کنند، اعتبار بیشتری دارند. یکی از مهم‌ترین معیارهای بررسی اعتبار مجلات علمی-پژوهشی ضریب تأثیر آنها می‌باشد.
مجلات علمی-پژوهشی در ایران به دو دسته تقسیم می‌شوند. نخست مجلاتی هستند که مورد تأیید وزارت علوم، تحقیقات و فناوری هستند. تا سال ۱۳۹۹ این نشریات به دو دسته علمی پژوهشی و مجلات علمی ترویجی تقسیم‌بندی می‌شدند. از سال ۱۳۹۹ به بعد، کلیه این نشریات به نام نشریات علمی شناخته می‌شوند. این نشریات در دسته‌بندی‌های مجلات علوم انسانی، مجلات علوم پایه، مجلات فنی و مهندسی، مجلات هنر و معماری، مجلات دامپزشکی و مجلات کشاورزی و منابع طبیعی می‌باشند.
دسته دوم نشریات، نشریات مورد تأیید وزارت بهداشت می‌باشند. این نشریات دربرگیرنده مجلات علمی در زمینه‌های پزشکی، پیراپزشکی، پرستاری، بهداشت، سلامت و … می‌باشند.
در ایران هر یک از این نشریات در پایگاه‌های مخصوص به خود در سایت وزارت خانه‌ها منتشر و به روز می‌شوند.

### پایگاه‌های نشریات علمی پژوهشی در ایران
پایگاه‌های نشریات علمی پژوهشی در ایران نقش مهمی در دسترسی به اطلاعات مرتبط با مجلات علمی معتبر دارند. این پایگاه‌ها با گردآوری اطلاعات دقیق و به‌روز، بستری را برای پژوهشگران فراهم می‌کنند تا بهترین نشریه را برای انتشار مقالات خود انتخاب کنند. در ادامه به معرفی مهم‌ترین پایگاه‌های نشریات علمی پژوهشی در ایران پرداخته می‌شود:

#### ۱. پایگاه استنادی علوم جهان اسلام (ISC)
پایگاه استنادی علوم جهان اسلام که به اختصار ISC نامیده می‌شود، یکی از معتبرترین منابع برای بررسی نشریات علمی پژوهشی در ایران و کشورهای اسلامی است. این پایگاه، نشریات را بر اساس معیارهای علمی و نمایه‌سازی ارزیابی و رتبه‌بندی می‌کند. ویژگی‌های این پایگاه شامل:
- ارائه اطلاعات درباره ضریب تأثیر (Impact Factor) نشریات.
- دسترسی به لیست نشریات معتبر علمی در حوزه‌های مختلف.
- امکان جستجوی تخصصی بر اساس موضوع و شاخه علمی.

مزایا: ISC به دلیل تمرکز بر نشریات کشورهای اسلامی، بستری مناسب برای شناسایی مجلات علمی پژوهشی داخلی و منطقه‌ای است.

#### ۲. سامانه نشریات علمی وزارت علوم، تحقیقات و فناوری
این سامانه به طور رسمی از سوی وزارت علوم مدیریت می‌شود و تمامی نشریات علمی پژوهشی که دارای مجوز این وزارتخانه هستند، در آن فهرست شده‌اند. اطلاعات ارائه‌شده شامل:
- فهرست نشریات علمی پژوهشی مورد تأیید.
- مشخصات دقیق هر نشریه از جمله حوزه تخصصی و شماره‌های منتشرشده.
- امکان مشاهده رتبه‌بندی و سطح علمی نشریات.

مزایا: این سامانه مرجعی رسمی و قابل اعتماد برای پژوهشگران است که به دنبال نشریات دارای اعتبار در سطح ملی هستند.

#### ۳. سامانه نشریات علمی وزارت بهداشت، درمان و آموزش پزشکی
این سامانه مختص نشریات علمی پژوهشی مرتبط با حوزه‌های پزشکی، بهداشت و علوم زیستی است. اطلاعات ارائه‌شده در این پایگاه عبارت‌اند از:
- فهرست نشریات معتبر حوزه سلامت و پزشکی.
- اطلاعات مربوط به ضریب تأثیر نشریات پزشکی داخلی.
- دسترسی به شماره‌های منتشرشده برای مطالعه.

مزایا: تمرکز ویژه این سامانه بر حوزه‌های پزشکی و سلامت، آن را به یک مرجع تخصصی برای پژوهشگران این حوزه تبدیل کرده است.

#### 4. پایگاه مجلات علمی ایران (Magiran)
پایگاه Magiran یکی از قدیمی‌ترین منابع دسترسی به نشریات علمی پژوهشی در ایران است. این پایگاه با ارائه آرشیو کامل از نشریات معتبر داخلی، امکانات زیر را فراهم می‌کند:
- دسترسی به مقالات منتشرشده در مجلات مختلف.
- امکان دانلود مقالات با عضویت در سامانه.
- جستجوی نشریات بر اساس موضوع و شماره انتشار.

مزایا: آرشیو گسترده و دسترسی سریع به مقالات منتشرشده از ویژگی‌های برجسته این پایگاه است.